# 第13軍 (日本軍)
第13軍（だいじゅうさんぐん）は、大日本帝国陸軍の軍の一つ。
1939年（昭和14年）9月23日に編成され、支那派遣軍の戦闘序列に編入され、主に上海方面を作戦地域とした。

## 軍概要

### 歴代司令官
- 西尾寿造大将（陸士14期：1939年（昭和14年）9月12日 - 1939年（昭和14年）10月26日）
- 藤田進中将（陸士16期：1939年（昭和14年）10月26日 - 1940年（昭和15年）12月2日）
- 沢田茂中将（陸士18期：1940年（昭和15年）12月2日 - 1942年（昭和17年）10月8日）
- 下村定中将（陸士20期：1942年（昭和17年）10月8日 - 1944年（昭和19年）3月22日）
- 永津佐比重中将（陸士23期：1944年（昭和19年）3月22日 - 1945年（昭和20年）2月1日）
- 松井太久郎中将（陸士22期：1945年（昭和20年）2月1日 - 終戦）

### 歴代参謀長
- 桜井省三少将（陸士23期：1939年（昭和14年）9月4日 - 1941年（昭和16年）1月20日）
- 前田正実少将（陸士25期：1941年（昭和16年）1月20日 - 1941年（昭和16年）9月19日）
- 唐川安夫少将（陸士29期：1941年（昭和16年）9月19日 - 1942年（昭和17年）12月1日）
- 木下勇少将（陸士26期：1942年（昭和17年）12月1日 - 1944年（昭和19年）1月17日）
- 佐々真之助少将（陸士27期：1944年（昭和19年）1月17日 - 1944年（昭和19年）11月22日）
- 山本敏少将（陸士32期：1944年（昭和19年）11月22日 - 1945年（昭和20年）2月1日）
- 土居明夫少将（陸士29期：1945年（昭和20年）2月1日 - 終戦）

### 最終司令部構成
- 司令官：松井太久郎中将
- 参謀長：土居明夫中将
- 参謀副長：山本敏少将
- 高級参謀：笹井寛一大佐
- 高級副官：柿本貫一大佐
- 兵器部長：朝山親大佐
- 経理部長：原田佐次郎主計少将
- 軍医部長：北野政次軍医中将
- 獣医部長：今泉幾三獣医大佐
- 法務部長：原憲治法務中佐

### 所属部隊

#### 昭和14年末
- 第15師団：岩松義雄中将[1]
- 第17師団：広野太吉中将[1]
- 第22師団：土橋一次中将[1]
- 第106師団：中井良太郎中将[1]
- 第116師団：篠原誠一郎中将[1]
- 独立混成第11旅団：富士井末吉少将[1]
- 独立混成第12旅団：丸山定少将[1]
- 独立混成第13旅団：尾崎義春少将[1]
- 独立混成第17旅団：長谷川正憲少将[1]

#### 太平洋戦争開戦当時
- 第15師団：酒井直次中将[2]
- 第17師団：
- 第22師団：太田勝海中将[2]
- 第116師団：武内俊二郎中将[2]
- 独立混成第11旅団：堤三樹男少将[2]
- 独立混成第12旅団：南部襄吉少将[2]
- 独立混成第13旅団：赤鹿理少将[2]
- 独立混成第17旅団：田上八郎少将[2]
- 独立混成第20旅団：野副昌徳少将[2]

#### 終戦時
- 第60師団：落合松二郎中将[3]
- 第61師団：田中勤中将[3]
- 第65師団：森茂樹中将[3]
- 第69師団：三浦忠次郎中将[3]
- 第118師団：
- 第161師団：高橋茂寿慶中将[3]
- 独立混成第90旅団：山本源右衛門少将[3]
- 独立混成第92旅団：瓦田隆根少将[3]
- 独立歩兵第6旅団：門脇幹衛少将[3]
- 第1独立警備隊
- 独立野砲兵第2連隊：広渡顕人大佐
- 独立野砲兵第9大隊：佐藤篤二少佐
- 野戦重砲兵第14連隊：佐藤平秋大佐
- 独立野戦重砲兵第15連隊：佐々木孟久大佐
- 独立重砲兵第6大隊：田中恒治中佐
- 独立速射砲第28大隊
- 迫撃第16大隊：高野精一少佐
- 迫撃第20大隊：原田照雄大尉
- 迫撃第22大隊：元田辰次大尉
- 独立迫撃第2中隊
- 高射砲第21連隊：野元留芳中佐
- 独立工兵第39連隊：幸長健次大佐
- 独立工兵第60大隊：下小久保重吉少佐
- 特設工兵第10中隊
- 特設工兵第11中隊
- 電信第12連隊：谷沢源太郎大佐
- 電信第35連隊：島田静雄中佐
- 独立有線第121中隊
- 独立有線第122中隊
- 独立無線第139小隊
- 独立無線第140小隊
- 独立無線第141小隊
- 第56固定無線隊

兵站部隊
- 第83兵站地区隊：松本万作大佐
- 第50兵站警備隊：永岡直中佐
- 第86兵站警備隊：遠藤孝太中佐
- 第87兵站警備隊
- 自動車第29連隊：斎藤厳郎大佐
- 自動車第38連隊：梅津寛少佐
- 独立自動車第230中隊
- 独立自動車第232中隊
- 独立自動車第234中隊
- 独立自動車第258中隊
- 特設建築勤務第110中隊
- 特設建築勤務第111中隊
- 第8師団第2建築輸卒隊
- 兵站病院
  - 第156兵站病院（南京）
  - 第157兵站病院
  - 第170兵站病院（蘇州）
  - 第172兵站病院（南京）
  - 第173兵站病院（南市）
  - 第174兵站病院（徐州）
  - 第175兵站病院
  - 第176兵站病院（鎮海）
  - 第190兵站病院
  - 第192兵站病院
- 補給廠
  - 第13軍病馬廠
  - 中支那野戦兵器廠：木村亀太郎少将
  - 中支那野戦自動車廠：橋本通義大佐
  - 中支那野戦貨物廠：小出享主計大佐

其他直轄部隊
- 上海俘虜収容所